# Internetowa encyklopedia PWN
Internetowa encyklopedia PWN (Internet PWN Encyclopedia) est une encyclopédie en ligne de langue polonaise, d'accès gratuit, publiée par Wydawnictwo Naukowe PWN. Elle contient environ 80 000 entrées et 5 000 illustrations.